# Simone Cercato
Simone Cercato (Dolo, 25 febbraio 1975) è un ex nuotatore italiano, stileliberista medaglia olimpica e mondiale in staffetta.

## Carriera
È arrivato ad alto livello relativamente tardi, debuttando alle Universiadi con la nazionale già ventiduenne ed arrivando sul podio dei campionati italiani solo nel 1998. Però nello stesso anno è stato convocato come staffettista (gara in cui ha avuto il maggiore successo) ai mondiali di Perth, in cui ha nuotato nella finale della 4×100 m stile giunta ottava con Lorenzo Vismara, Mauro Gallo e Massimiliano Rosolino, mentre ha subito la squalifica nella 4×200 m in batteria.
Nell'estate del 1999 è tornato alle Universiadi di Palma di Maiorca dove ha vinto le sue prime medaglie con la nazionale nelle staffette a stile libero: argento con la 4×100 m e Bronzo con la 4×200 m. Ai successivi campionati europei di Istanbul la 4×100 stile ha mancato il podio di quattro decimi in finale.
Ha partecipato nel marzo del 2000 ai mondiali in vasca corta di Atene arrivando in finale con la 4×100 m stile, settimo con Gallo, Klaus Lanzarini e Rosolino e quinto con la 4×200 m assieme a Moreno Gallina, Lanzarini e Rosolino. Tre mesi dopo, agli europei di Helsinki, è arrivato quarto con la 4×100 m ma ha vinto il suo primo oro europeo vincendo con Rosolino, Matteo Pelliciari ed Emiliano Brembilla la staffetta 4×200 m. Si è meritato la convocazione olimpica per i Giochi di Sydney, scelto per nuotare con la staffetta breve composta da Vismara, Lanzarini, Rosolino e Cercato che ha ottenuto la qualificazione per la finale in cui è giunta quinta.
Anche il 2001 è stato un anno positivo per Cercato: ha vinto il suo unico titolo italiano individuale nei 100 m stile e il primo in staffetta, e con la nazionale è stato convocato ai mondiali di Fukuoka di luglio (anche nella gara individuale); in Giappone ha contribuito a qualificare la 4×200 m che in finale ha vinto l'argento, meritandosi così la medaglia mondiale. Ha nuotato in finale con la 4×100 m: con Vismara, Pelliciari e Lanzarini è arrivato quinto. Tra la fine di agosto e l'inizio di settembre ha avuto il doppio impegno universiadi - Giochi del Mediterraneo. Nel primo in Cina ha avuto la soddisfazione di nuotare la sua unica finale individuale a quel livello in carriera, mentre nel secondo disputato a Tunisi è salito sul podio con tutte le tre staffette, vincendo l'oro con le 4×100 m a stile e mista e l'argento con la 4×200 m.
Dal 2005 al 2010 è stato assessore allo sport nel comune di Dolo.

## Palmarès
| Giochi olimpici              | ---                         | 4×100 m st. libero                | 4×200 m st. libero               |
| 2000 Sydney Australia        | ---                         | 5º - 3'17"85 4ª fraz. 49"46       | ---                              |
| 2004 Atene Grecia            | ---                         | ---                               | Bronzo: 7'11"83 3ª fraz. 1'49"85 |
| Campionati del mondo         | 100 m st. libero            | 4×100 m st. libero                | 4×200 m st. libero               |
| 1998 Perth Australia         | ---                         | 8º - 3'22"12 3ª fraz. 50"25       | squalificato in batteria         |
| 2001 Fukuoka Giappone        | 21º in batteria 50"41       | 5º - 3'19"37 4ª fraz. 49"28       | Argento nuota in batteria        |
| Mondiali in vasca corta      | 100 m st. libero            | 4×100 m st. libero                | 4×200 m st. libero               |
| 2000 Atene Grecia            | ---                         | 7º - 3'16"37 3ª fraz. 48"77       | 5º - 7'10"24 2ª fraz. 1'47"66    |
| Campionati europei           | 100 m st. libero            | 4×100 m st. libero                | 4×200 m st. libero               |
| 1999 Istanbul Turchia        | ---                         | 4º - 3'20"60 3ª fraz. 50"25       | ---                              |
| 2000 Helsinki Finlandia      | ---                         | 4º - 3'20"39 2ª fraz. 49"96       | Oro: 7'16"52 3ª fraz. 1'49"35    |
| 2002 Berlino Germania        | ---                         | Bronzo: 3'18"20 4ª fraz. 49"45    | ---                              |
| 2004 Madrid Spagna           | ---                         | Oro nuota in batteria             | ---                              |
| Giochi del Mediterraneo      | 4×100 m st. libero          | 4×200 m st. libero                | 4×100 m mista                    |
| 2001 Tunisi Tunisia          | Oro: 3'21"25 4ª fraz. 50"43 | Argento: 7'23"38 2ª fraz. 1'52"40 | Oro: 3'42"49 4ª fraz. 50"10      |
| Universiadi                  | 100 m st. libero            | 4×100 m st. libero                | 4×200 m st. libero               |
| 1997 Messina Italia          | ---                         | ---                               | 5º - 7'33"93 :                   |
| 1999 Palma di Maiorca Spagna | ---                         | Argento: 3'23"60 :                | Bronzo: 7'30"35 :                |
| 2001 Pechino Cina            | 6º 50"26                    | 4º - 3'21"08 :                    | ---                              |

### Campionati italiani
1 titolo individuale e 2 in staffette, così ripartiti:
- 1 nei 100 m stile libero
- 2 nella staffetta 4 × 100 m stile libero

nd = non disputata
| Anno | Edizione    | st.libero 50 m | st.libero 100 m | st.libero 4×50 m | st.libero 4×100 m | st.libero 4×200 m | dorso 50 m | mista 4×100 m |
| ---- | ----------- | -------------- | --------------- | ---------------- | ----------------- | ----------------- | ---------- | ------------- |
| 1998 | Primaverili | -              | 3               | nd               | 3                 | -                 | nd         | -             |
| 1998 | Estivi      | -              | -               | nd               | 3                 | -                 | nd         | -             |
| 1999 | Primaverili | -              | -               | nd               | 2                 | -                 | -          | -             |
| 1999 | Estivi      | -              | 2               | nd               | 2                 | -                 | -          | -             |
| 1999 | Invernali   | -              | 3               | nd               | nd                | nd                | -          | nd            |
| 2000 | Primaverili | -              | -               | nd               | 3                 | -                 | -          | -             |
| 2001 | Primaverili | -              | 2               | nd               | 3                 | -                 | -          | -             |
| 2001 | Estivi      | 3              | 1               | nd               | 1                 | -                 | -          | -             |
| 2001 | Invernali   | -              | 2               | -                | nd                | nd                | -          | nd            |
| 2002 | Primaverili | -              | 3               | nd               | 1                 | 3                 | -          | 3             |
| 2002 | Estivi      | -              | 3               | nd               | 2                 | 3                 | -          | -             |
| 2002 | Invernali   | -              | -               | 3                | nd                | nd                | -          | nd            |
| 2003 | Primaverili | -              | -               | nd               | 3                 | 3                 | -          | 3             |
| 2003 | Estivi      | -              | -               | nd               | 3                 | 2                 | -          | -             |
| 2003 | Invernali   | -              | -               | 3                | nd                | nd                | 2          | nd            |
| 2004 | Primaverili | -              | 3               | nd               | 2                 | -                 | -          | -             |
| 2004 | Invernali   | -              | -               | -                | nd                | nd                | 3          | nd            |